# Albert Capellas
Albert Capellas Herms (Avinyó, 1 oktober 1967) is coördinator jeugdopleiding bij FC Barcelona.

## Loopbaan
Na een bescheiden loopbaan als voetballer kwam hij in 1991 in dienst bij CF Gavà als assistent-trainer. Vervolgens vertrok Capellas naar FC Barcelona. Bij de Catalanen was hij van 1999 tot 2003 assistent-trainer van Barça B. Daarna werd hij jeugdcoördinator bij Barcelona.
Vanaf 15 november 2010 stond Capellas samen met Stanley Menzo als assistent-trainer onder contract bij Vitesse, aanvankelijk onder hoofdtrainer Albert Ferrer. In de zomer van 2011 werd Ferrers contract niet verlengd vanwege tegenvallende resultaten. Onder leiding van de nieuwe hoofdtrainer John van den Brom werd op 24 juli 2011 het bericht naar buiten gebracht dat Vitesse en Capellas een nieuw contract voor de duur van een jaar zouden aangaan met een optie voor nog een jaar, en in januari 2012 werd het contract van Capellas met twee jaar verlengd.
Na zijn vertrek bij Vitesse in de zomer van 2014 was hij werkzaam bij Brøndby IF en Maccabi Tel Aviv. Op 6 juni 2017 werd Capellas door Peter Bosz toegevoegd aan de technische staf van Borussia Dortmund. Hier werden beiden na teleurstellende resultaten in december 2017 ontslagen. In de zomer van 2018 ging Capellas als assistent mee met de nieuwe hoofdtrainer van Chongqing Lifan, Jordi Cruijff. In 2019 werd hij aangesteld als bondscoach van Denemarken –21. In de zomer van 2021 hernam Capellas de functie coördinator jeugdopleiding bij FC Barcelona.